# Mustasäters församling
Mustasäters församling var en församling  i Karlstads stift i nuvarande Melleruds kommun. Församlingen uppgick före 1550 i Örs församling.

## Administrativ historik
Församlingen har medeltida ursprung och uppgick före 1550 i Örs församling.

## Kyrka
Kyrkan eller kapellet låg inom hemmanet Kyrkebol. Området har förvandlats till äng och åker. Det finns en minnessten där.